# Sune och Svarta Mannen
Sune och Svarta Mannen utkom första gången 1989 och är den fjärde boken i Suneserien.. Boken är skriven av Anders Jacobsson och Sören Olsson och utspelar sig under hösten i Sverige det år som Sune är nio år. Det var den första boken som Anders och Sören skrev helt ihop. Några av de kyrko- och julbaserade avsnitten i boken användes åter i 1991 års julkalender i Sveriges Television, Sunes jul.

## Bokomslaget
Bokomslaget visar Sune och "Svarta Mannen", vilka står på var sin sida bakom ett utedass.

## Handling
Sune går i 3:an på Söderskolan, och boken börjar med en introduktion av familjen Andersson. Första kapitlet avslutas med att Sune tänker tillbaka på det som hände den gångna sommaren, när han var på sommarlägret. Boken går sedan tillbaka i tiden, och beskriver hur Sune och Joakim åker på läger, för Sune är det första gången och det verkar kul, men Joakim har varit på hajk förr. Lägret pågår i sex dagar och är uppdelat på olika hajker på ungefär 60 barn i åldern 6-14 år. Sune och Joakim skall paddla kanot, och Joakim påstår att det finns krokodiler där som man måste slå med paddeln, men Sune menar att de inte existerar i Sverige men Joakim insisterar. Joakims mamma Siw skjutsar Sune och Joakim i bil till "Byholmen", en plats ute till skogs där lägret är beläget. Rykten går att den så kallade "Svarta Mannen" går runt, rycker upp tältpinnar, skämmer barn med hemlängtanbaciller och lägger gift i maten. Sune får för sig att lägerledaren Ulrik Bengtsson är Svarta Mannen. På lägret finns också Simon, Jannika och Mirriam. Första kvällen, och skymningen faller och Sune påstår han sett Svarta Mannen ute i skogen, men lägerchefen Britt-Marie Rävberg påstår att han inte finns, att det bara är inbillning och att hemlängtan drabbar alla människor. Sune inser snart att Joakim hittat på historierna om Svarta Mannen för att skylla ifrån sig sin egen hemlängtan. Resten av lägerveckan är allt roligt, ingen talar om Svarta Mannen och inte ens när kanoten välter och håret fylls med sjögräs längtar han hem.
Boken fortsätter sedan med att beskriva när Sune och Sophie pussas och stängt in sig på rummet, medan Håkan och Pär försöker spionera. De startar en klubb, med enda syfte att avslöja Sunes och Sophies hemlis. När Sune och Sophie är borta gömmer sig Håkan och Pär i garderoben med kamera och bandspelare. Sune och Sophie hör snark från garderoben, och Sune tror först det är Svarta Mannen, men där är Håkan och Pär som somnat, och därefter kollar de alltid garderoben först.
När familjen Andersson ger sig ut på hösten ger sig av på utflykt till ett gammalt slott för att lära sig historia. Anna får inte ta med sig sin kille Lars-Olof. En busslast dyker upp och släpper av skolbarn vid en bensinstation där familjen Andersson stannar, och Sune visar intresse för Åsa Smörgåsa, som ger Sune en slängkyss. Mot två glassar byter Sune plats med Svenne, och Sune sätter sig i bussen, Svenne i familjen Anderssons bil. Bluffen avslöjas, Karin och Rudolf signalerar till busschauffören, som stannar och utflykten kan fortsätta, men den beskrivs aldrig.
När Sophie fyller år tar Sune bussen själv in till stan för att köpa present, men tror först han kommit fel och hamnat i konserthuset och inte varuhuset när en gubbe spelar dragspel, men han har hamnat rätt. Sune går till en leksaksavdelning, där två killar stirrar på en knallpulverpistol som Sune köper och glömmer bort att pengarna var till Sophies present, en rosa tygkatt. Sune snattar tygkatten i jackans innerficka, men upptäcker att stället övervakas med TV-kamera. Sune skäms, men betalar knallpulverpistolen och ingen ser att han snattar tygkatten. Sune tar bussen hem, och klockan 6 ringer han på Sophies dörr och förklarar att han snattade tygkatten, men Sophie menar att han är en brottsling, Sune skäms och tror han skall hamna i fängelse. Sophie förklarar att så inte är fallet, men det är brottsligt i Sverige och att han skall gå tillbaka med tygkatten, som hon inte vill ha. Hon vill också att han aldrig skall göra om det, för då vill hon inte vara hans bästis mer. Sophie följer med, och ger tygkatten och knallpulverpistolen till varuhuschefen, så att han kan köpa tygkatten. Varuhuschefen bjuder på mellanskillnaden, fem kronor, för att Sune varit "ärlig och modig", samt har en "så snäll och klok tjej".
När Lucia kommer sätter Sune en stövel på huvudet som stjärngossestrut, och sjunger "Sankta Lucia, skänk mig en tia. Tian var trasig, lucian var knasig". Musikläraren springer bort till Sune och säger åt honom att ta av stöveln, han slipper ha stjärngossestrut. Men när han sjunger "Staffan var en stolledräng" skickas han till klassrummet för att rita, och sedan anländer övriga elever för pysseldagen. Sune målar rektorn, som badar bastu med en stjärngossestrut på snoppen. Han tejpar upp bilden på rektorsexpeditionens dörr. Alla skrattar, och rektorn rusar in i klassrummet och menar att det inte var nödvändigt att ta med en stjärngossestrut på bilden.
Sunes lillasyster Isabelle döps i kyrkan, och Rudolf är rädd att namnet skall bli fel. Anna förklarar att hennes religionslärare berättat att dopet inte betyder att man får sitt namn, utan upptas i församlingen. Eftersom kyrkan kallas "Guds hus" funderar Sune på Gud och uppfattar kyrkomålningarna som en serietidning, och morbror Göran videofilmar dopet. Prästen är kvinnlig, Anna-Lena. När kyrkorgeln brölar till efter att ha nuddats av Håkans klåfingrar, blir Sune orolig att hans lillasyster döpts till "Bröööl" och kommer att bli retad i skolan, men alla bara skrattar. Under dopkaffet efteråt sätter de på videofilmen, men Göran har tagit fel film, och i stället för Isabelles dop blir det en Tarzan-film, men Tarzans Bröööl-skrik påminner om kyrkorgelns ljud.
Rudolf förklarar att han fått nytt jobb på en stor firma, med bättre betalt, men då får de flytta 15 mil bort efter nyår. I den andra staden bor Conny Bertilsson, vars familj de träffade den gångna sommaren. Skolan i den nya staden heter Adolfinaskolan, belägen vid en liten bäck som kallas "Missipissifloden". Conny drar rövarhistorier om den nya skolan. Sune tänker på att han kommer sakna Sophie, och när han berättar att han skall flytta för Sophie blir hon ledsen och börjar gråta, även om de kommer att kunna träffas. Eftersom de tänker gifta sig skriver de äktenskapskontrakt, med Gud som vittne. När de inte kan komma överens om hur många barn de skall ha kallar de för sitt första äktenskapsgräl, och sedan pussas de.
Familjen Andersson besöker den nya staden, där de köper nytt hus. Sune träffar tvillingarna Pär och Pål, som sjunger svordomslåten, och Bengt-Göran, som Conny säger är en "tattarunge", men Sune tycker då Connys prat är dumt. Detta kapitlet introducerar även den nya skolklassen, och läraren Marie.
Sune tar avsked av sin gamla skolklass, får en kram av Maria Perez, och går sedan hem och bakar pepparkakor. Sune och Håkan bråkar, och Anna blir trött på dem. Sophie dyker upp, och förklarar att kommande dag skall hon åka till Småland och fira jul med mormor och morfar, och kommer inte hem förrän 5 januari. Sune flyttar den 3. Båda blir ledsna, men ger varandra julklappar, och Sune ger Sophie ett diplom och en Avskedsdikt till Sophie, och sista bilden visar Sophie i ett hjärta med texten "Sophie for Ever".

## Övrigt
Boken var ursprungligen tänkt att avsluta hela Suneserien till förmån för Bertserien. Sista kapitlet heter även "Sista Sune". Men i stället kom båda serierna att löpa parallellt.

## Ljudbok
Inläsningarna utgavs under 1990 på tre kassettband på Änglatroll under titeln "Sune och svarta mannen"., "Stjärniga gossen Sune". och "Sune gifter sig".
Bandet "Sune och Svarta mannen" innehåller berättelserna "Sunes familj", "Sune ska på läger", "Den mystiska totempolen" och "Miriam" på sida A samt berättelserna "Fotspåret", "Svarta mannen" och "Hemlisen" på sida B. medan bandet "Sune gifter sig" innehåller berättelserna "Sune", "Nyheten" "Sune gifter sig" på sida A samt berättelserna "Conny Bertilsson" och "Sunes farväl" på sida B.

### Fotnoter
1. ↑  ”Sune och Svarta mannen” (på engelska). Worldcat. 11 mars 1989. https://www.worldcat.org/title/sune-och-svarta-mannen/oclc/186089245&referer=brief_results. Läst 29 mars 2015.
2. ↑  Sören Olssons webbplats. ”Sune”. Sören Olsson. http://www.sorenolsson.com/Soren_Olsson/Sune_skapades.html. Läst 3 april 2015.
3. ↑  ”Sune och Svarta mannen”. Svensk mediedatabas. 11 mars 1990. http://smdb.kb.se/catalog/id/001483523. Läst 28 april 2015.
4. ↑  ”Stjärniga gossen Sune”. Svensk mediedatabas. 11 mars 1990. http://smdb.kb.se/catalog/id/001483524. Läst 28 april 2015.
5. ↑  ”Sune gifter sig”. Svensk mediedatabas. 11 mars 1990. http://smdb.kb.se/catalog/id/001483525. Läst 28 april 2015.
6. ↑  ”Sune och Svarta mannen” (på engelska). Discogs. 11 mars 1990. http://www.discogs.com/Anders-Jacobsson-och-S%C3%B6ren-Olsson-Sune-Och-Svarta-Mannen/release/1909151. Läst 28 april 2015.
7. ↑  ”Sune gifter sig” (på engelska). Discogs. 11 mars 1990. http://www.discogs.com/Anders-Jacobsson-och-S%C3%B6ren-Olsson-Sune-Gifter-Sig/release/1909211. Läst 28 april 2015.